# Roger la Honte (film, 1933)
Pour les articles homonymes, voir Roger la Honte.
Pour plus de détails, voir Fiche technique et Distribution.
Roger La Honte est un film français de Gaston Roudès sorti en 1933.

## Synopsis
1871. Roger Laroque s'accuse d'un crime qu'il n'a pas commis pour sauver du déshonneur sa maîtresse, Julia de Noirville. Il s’évade du bagne et passe pour mort durant quatorze ans. Puis il revient sous les traits d'un riche Américain afin de démasquer le véritable meurtrier.

## Fiche technique
- Réalisation et adaptation : Gaston Roudès
- Scénario : Gaston Roudès, d'après le roman de Jules Mary
- Décors : Claude Bouxin
- Photographie : Jacques Montéran et Roger Montéran
- Montage : Marthe Poncin
- Société de production : Compagnie Cinématographique Continentale
- Société de distribution : Consortium Cinématographique Française
- Pays de production :  France
- Format : Noir et blanc -  Son mono - 1,37:1
- Genre : Drame
- Durée : 95 minutes
- Date de sortie : 
  - France : 10 mars 1933

## Distribution
- Constant Rémy : Roger Laroque
- Germaine Rouer : Henriette Laroque
- Samson Fainsilber : Lucien de Noirville
- Paul Escoffier : le juge d'instruction
- Marcelle Monthil :  Victoire
- Marcel Maupi et Edouard Delmont : les inspecteurs
- Olympe Bradna : Suzanne Laroque
- Raymond Narlay : le président des Assises
- Henri Bosc : Luversan
- France Dhélia : Julia de Noirville
- Georges Mauloy : le commissaire aux délégations
- Jean Arbuleau